# Matthew Orr
 (juillet 2025).
Matthew Orr, né le 16 avril 2007 à Bangor, est un footballeur nord-irlandais qui évolue au poste d'arrière droit au Linfield FC.

## Biographie

### Carrière en club
Né à Bangor en Irlande du Nord, Matthew Orr est formé par le Linfield FC, où il commence sa carrière professionnelle en championnat d'Irlande du Nord. Il joue son premier match avec l'équipe première du club le 18 juillet 2024, lors d'une victoire 3-2 contre l'Ungmennafélagið Stjarnan, dans le cadre des qualification à la Ligue Conférence,,. Il signe son premier contrat professionnel le mois suivant,.
Orr s'impose ensuite comme titulaire indiscutable sur le coté droit de la défense nord-irlandaise,, attirant déjà l’intérêt de club de Premier League,,,,. Il est ainsi sacré champion d'Irlande du Nord lors de la saison 2024-25,, où il est également nommé jeune joueur de l'année et dans l'équipe type du championnat.
Le 9 juillet 2025, il joue son premier match de Ligue des champions, titularisé en défense centrale lors du match de qualification du Linfield FC contre les irlandais du Shelbourne FC,.

### Carrière en sélection
Matthew Orr est international nord-irlandais junior des l'équipe des moins de 17 ans à partir de mars 2024 dans le cadre des qualifications à l'Euro, entrant en jeu contre l'Angleterre, avant d'être titularisé contre la France.
Orr est ensuite international espoirs avec l'Irlande du Nord,.

## Palmarès
Linfield FC
- Championnat d'Irlande du Nord
  - Champion en 2024-25